# Dante Stefani
Dante Stefani (Bologna, 19 settembre 1927 – Bologna, 3 febbraio 2023) è stato un politico e partigiano italiano.

## Biografia
Nato da Calisto e Augusta Natali, studia nella sua città natale e negli anni quaranta è apprendista disegnatore. A seguito dei bombardamenti di Bologna, si trasferisce con la famiglia a Castel Maggiore.
Nel 1943 si unisce alla Brigata Garibaldi Venturoli che agisce nella zona del bolognese. Nel 1944 aderisce al Partito Comunista d'Italia in clandestinità. Al termine del conflitto viene riconosciuto partigiano col grado di sottotenente. Nel 1951 viene eletto consigliere comunale a Bologna.
Nel 1970 diviene assessore regionale per la giunta di Guido Fanti, tanto da essere considerato uno dei politici fondatori della regione Emilia-Romagna.
Eletto al Senato nella VIII e IX legislatura, negli anni novanta torna a Bologna per dirigere la Fiera.
Si è spento a Bologna il 3 febbraio 2023, all'età di 95 anni.

## Opere
- A sinistra con il cuore e con la mente, Bologna, Edizioni Pendragon, 2021.